# 칼 데이비드 앤더슨
칼 데이비드 앤더슨(영어: Carl David Anderson, 1905년 9월 3일 ~ 1991년 1월 11일)은 미국의 물리학자이다. 그는 1932년 양전자를 발견한 공로로 1936년 노벨 물리학상을 수상하였으며, 1936년 뮤온을 발견하였다.

## 생애
앤더슨은 스웨덴이민자의 아들로 뉴욕에서 태어났다.
캘리포니아 공과대학에서 물리학과 공학을 전공하여 1927년에 학사, 1930년에 박사 학위를 받았다.
로버트 밀리컨의 지도로, 우주선(cosmic rays)을 연구하기 시작하였다. 수업 중, 안개 상자의 사진에 나타난 예기치 못했던 입자의 자취(track)를 전자와 같은 질량을 갖고 있으나, 정반대의 전하를 갖는 입자라고 정확히 해석해 냈다.
이 발견은 1932년에 발표되었고, 나중에 다른 사람들에 의해서 확인되었다.
또한, 양전자의 존재에 대한 폴 디랙의 이론적 예측에 대한 증명이 되었다.
앤더슨은 자연 방사선 물질 ThC"(208Tl)에서 나오는 감마선을 다른 물질에 쏘아서, 전자-양전자 쌍을 만들어 내어서 양전자의 존재를 직접 증명하였다. 이 업적으로, 앤더슨은 1936년 빅터 헤스와 함께 노벨 물리학상을 수상하였다.
1936년 앤더슨과 그의 대학원생 친구 세스 네더마이어(Seth Neddermeyer)는 뮤온을 발견하였다. 뮤온(또는 '뮤-메손' 이라고 수년 동안 알려짐)은 전자보다 207배 무거운 아원자 입자이다.
앤더슨과 네더마이어는 처음에 유카와 히데키가 강한 상호작용의 이론에서 제안한 파이온(pion)을 발견했다고 믿었다.
이론 물리학자 이지도어 아이작 라비에 의해 앤더슨이 발견한 입자가 파이온이 아니라는 것이 밝혀졌다.
앤더슨은 그의 학업과 연구 경력의 모든 기간을 캘리포니아 공과대학에서 보냈다.
제2차 세계 대전동안, 그는 로켓에 관한 연구에 참여하였다.
1991년 1월 11일 그는 사망하였고, 그의 유골은 캘리포니아주 로스앤젤레스의 포레스트 론 공원 묘지 (할리우드 힐스)에 묻혔다.

## 참고
1. ↑  ThC"는 208Tl에서 고안되었다. 붕괴 사슬을 참고
2. ↑  1936년 노벨상 수상자